# 钱币兑换店
钱币兑换店或者称为外汇兑换店，是一种兑换外汇的店铺。该种店铺由政府发牌与私人或民营开设店铺。汇率要比银行要略贵一点，但却有一定银行不能兑换到的外汇。
该种店铺存在于大部分國家及地区如马来西亚、日本及香港等，在中国大陸仅有小部分地区存在。

## 历史
钱币兑换店源于法国。而目前则由政府发牌给私人经营，通常这种店铺会开在银行、旅行社、铁路车站附近。是一种对银行外汇兑换的补充。由于政治原因，一些货币并不能够在银行进行正常兑换。而这种问题则可以在钱币兑换店解决，如马来西亚，马来西亚的银行以前并没有人民币的兑换，但这些兑换却能在钱币兑换店中进行。

## 英文招牌
店鋪招牌上現代多用Currency Exchange或Bureau de Change，新马等地區則尚使用Money Changer。前者指的是錢幣兌換店，後者指的是經營錢幣兌換業務的錢幣兌換商。

## 中国情况
钱币兑换在中国多由银行负责，其中又以中国银行居多。提供钱币兑换的银行网点都会在门口挂有“￥”字形标牌，同时写有“EXCHANGE”和“货币兑换”字样。以前的中国内地并不存在非银行经营的钱币兑换店，但从2009年开始，中国对这方面也逐步开放，目前中国浙江杭州、北京、上海、深圳、南京、福州都陆续开有这类型店铺。